# Karabin przeciwpancerny wz. 35
Karabin przeciwpancerny wz.35 (пол. Karabin przeciwpancerny wzór 35 — «противотанковое ружьё образец 35»), также известное как kb Ur — польское 7,9-мм противотанковое ружьё, разработанное в начале 1930-х годов для борьбы с бронированными целями. В качестве боеприпаса для ПТР использовался специально разработанный патрон повышенной мощности 7,92 х 107 мм P35. Разработчиками оружия являлись поручик польской армии Т. Фельштын и инженер государственного оружейного завода в Варшаве Юзеф Марошек.

## История
25 ноября 1935 года приказом министра обороны ружьё было принято на вооружение польской армии. Поставки ПТР в войска были начаты в октябре 1938 года в опломбированных укупорках (в каждом ящике находилось одно ПТР, три запасных ствола и три магазина). В соответствии с планом развития польской армии, к 1941 году было предусмотрено иметь 92 противотанковых ружья в каждой дивизии (однако фактически, к началу войны в сентябре 1939 года поставки не были завершены и в подразделениях польской армии ПТР было меньше).
В августе 1939 года в польской армии имелось более 3500 ПТР.
На ход боевых действий в сентябре 1939 года ПТР существенного влияния не оказали, большая часть ПТР была захвачена вермахтом на воинских складах. Этому способствовали ошибки планирования, допущенные командованием польской армии в предвоенный период — противотанковые ружья считались совершенно секретным оружием, поэтому хранились в опломбированных ящиках. Их разрешалось вскрывать только по приказу министра обороны, а учебные стрельбы проводились с участием ограниченного контингента военнослужащих-офицеров. Из-за этого солдаты, которые должны были использовать ПТР, к началу войны не были с ними ознакомлены.
В общей сложности, до конца августа 1939 года оружейным заводом "Panstowa Fabryka Karabinow" было выпущено не менее 7610 противотанковых ружей этого типа. Все трофейные ПТР поступили на вооружение вермахта, к июню 1941 года к каждому ПТР имелся запас патронов в количестве 5000 шт.

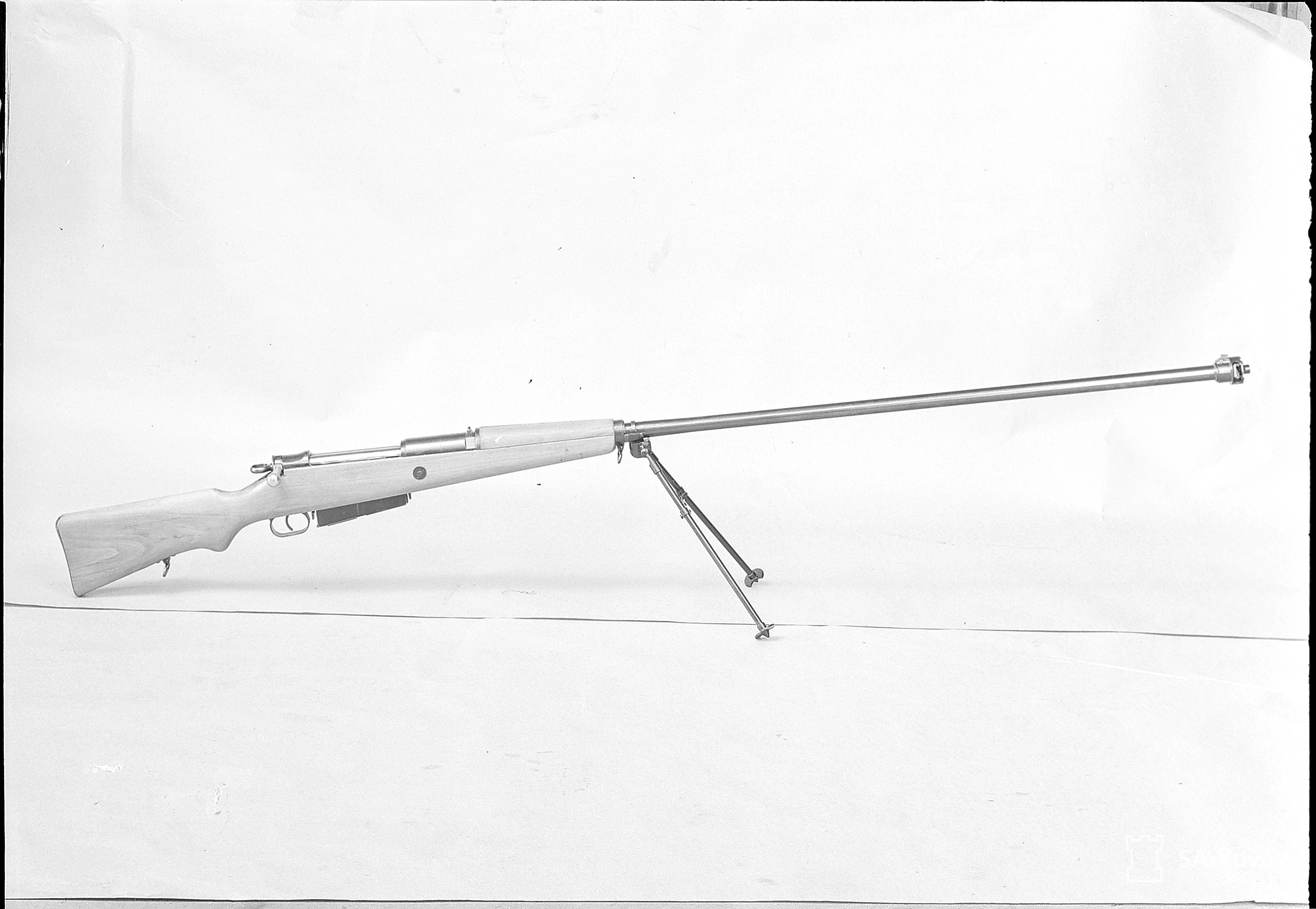
Фото Wz.35. Сильно увеличивается

Некоторое количество этих ПТР осенью 1939 года оказалось в распоряжении Красной Армии, по результатам испытаний была установлена их эффективность в борьбе с бронированными целями:
- 7 мм гомогенной броневой стали пуля пробивала в 100% случаях на дистанции до 400 м и в 55% случаях на дистанции до 550 м;
- 10 мм гомогенной броневой стали пуля пробивала в 100% случаях на дистанции до 170 м и в 55% случаях на дистанции до 220 м.

## Конструкция
ПТР магазинное, с ручным перезаряжанием после каждого выстрела. Затвор продольно скользящий, поворотный, запирание производится на три симметрично расположенных боевых упора. Ствол съёмный, крепится к ствольной коробке резьбой, после каждых 200—300 выстрелов заменяется на запасной (т.к. ресурс ствола составляет 300 выстрелов). Магазин отъёмный, коробчатый. Прицельные приспособления открытого типа.

## Боеприпасы

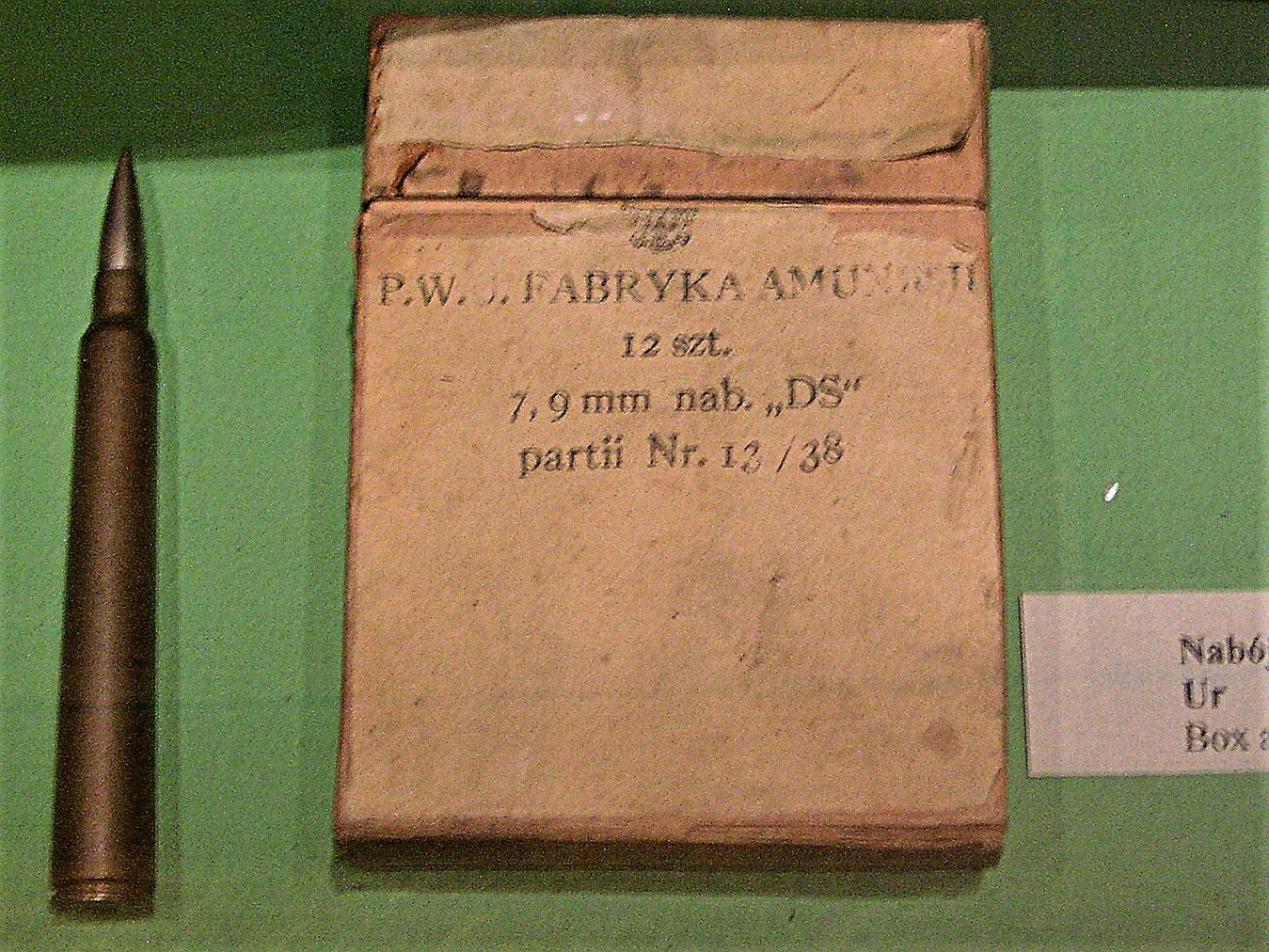
Патрон 7,92×107 мм и пачка патронов (12 шт.)

Патроны для противотанкового ружья изготавливала только фабрика № 1, до сентября 1939 года помимо патрона с бронебойной пулей было выпущено некоторое количество холостых патронов (с окрашенной в голубой цвет деревянной пулей) и партия патронов DS (с пулей со свинцовым сердечником).
Пуля пробивала броню не путём прокалывания брони сердечником, а путём расплющивания пули (экспансивности) на броне, что приводило к полной передаче кинетической энергии от пули на металл. Это было возможно благодаря очень высокой скорости пули, достигавшей 1275 м/с. При попадании пуля ПТР проламывала отверстие в броне около 20 мм в диаметре, то есть большего размера, чем сам калибр пули. Затем сердечник проникал в заброневое пространство и рикошетировал внутри бронемашины, нанося повреждения оборудованию или поражая экипаж.

## На вооружении

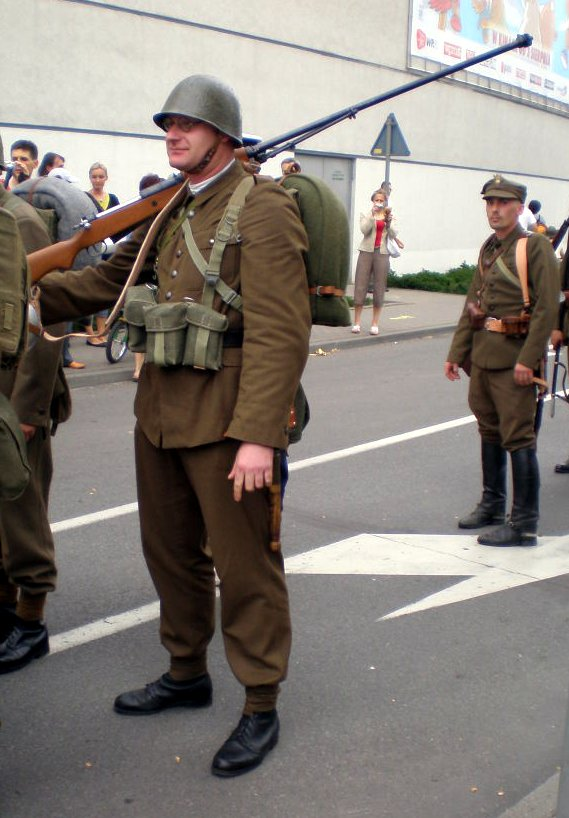
«реконструктор» в униформе польского солдата с противотанковым ружьём wz.35 (Гдыня, 2007 год)

- Польша — принято на вооружение первоначально под условным наименованием kb Ur[1] (из-за секретности Ur - от Urugwaj, якобы предполагаемого заказчика).
- нацистская Германия — после сентября 1939 года на вооружении вермахта под наименованием PzB 35 (p) — Panzerbüchse 35 (polnisch), использовались до 1942 года, а затем были переданы итальянской армии[1] (хотя по данным министерства обороны США, некоторое количество польских противотанковых ружей использовалось немцами по меньшей мере до весны 1943 года)[5].
- Финляндия — 30 ПТР куплено через Венгрию в 1939 году во время Зимней войны, приняты под обозначением 8,00 pst.kiv/38[6].
- Италия — с 1942 года на вооружении итальянской армии[1] под наименованием Fucile Contracarro 35 (P).

## Местонахождение
Несколько ружей находится в музеях:
- 1 шт. — в экспозиции Музея Войска Польского в Варшаве.
- 1 шт. — в экспозиции Музея вооружения в Познани.
- 1 шт. — в экспозиции Музея польского оружия в городе Колобжег.
- 1 шт. — в экспозиции Имперского военного музея в Лондоне.